# Jangan-dong
Jangan-dong (koreanska: 장안동) är en stadsdel i Sydkoreas huvudstad Seoul. Den ligger i den nordöstra delen av staden i stadsdistriktet Dongdaemun-gu.

## Indelning
Administrativt är Jangan-dong indelat i:
| Namn    | Namn              | Yta i km² | Invånare 30 jun 2020 |
| ------- | ----------------- | --------- | -------------------- |
| 장안1동 | Jangan 1(il)-dong | 1,25      | 38 706               |
| 장안2동 | Jangan 2(i)-dong  | 1,08      | 33 240               |